# Marwan Magroun
Marwan Magroun (Rotterdam, 1985) is een Nederlands fotograaf. In 2022 werd hij verkozen tot Fotograaf des Vaderlands.

## Prijzen
- DuPho SO Award 2021
- Zilveren Camera - Paul Peters Fotoprijs 2020